# ВТТ Челябметалургбуд
ВТТ Челябметалургбуд (рос. ИТЛ ЧЕЛЯБМЕТАЛЛУРГСТРОЯ, Челябинский ИТЛ, Челяблаг) — підрозділ, що діяв в системі Головного Управління таборів промислового будівництва (ГУЛПС) з 03.01.43 по 22.05.47 в м.Челябінськ.

## Історія
Вперше Челябметалургбуд згадується 17.09.42, однак і після цієї дати продовжують зустрічатися згадки його ймовірного попередника — рос. Бакалстроя. На користь того, що Челябметалургбуд (як будівельна організація) є спадкоємцем Бакалбуду, говорить те, що збігаються будівельний об'єкт, дислокація і начальник. Разом з тим, ВТТ Челябметалургбуд, швидше за все, був відтворений наново, так як до кінця 1942 в Бакальському ВТТ практично не залишалося з/к.
7 лютого 1943 перша черга Челябінського металургійного заводу була здана і запущена в експлуатацію, а 19 квітня на електропечі № 1 отримана перша плавка якісної сталі для виготовлення авіамоторів і танкових двигунів.
22.05.47 — перейменований в Челябінський ВТТ.

## Виконувані роботи
- будівництво Челябінського металургійного заводу,
- виготовлення і монтаж металоконструкцій, монтаж виробничого обладнання, сантехнічні роботи, кладка промислових печей,
- будівництво ТЕЦ,
- розробка кварцитового кар'єра, Тургоякського вапняного кар'єра,
- лісозаготівлі (у тому числі в Ільменському заповіднику),
- будівництво житла, дробильно-сортувальної фабрики і паровозного депо на Тургоякському руднику, Бакальського рудо підготівельного комбінату,
- роботи на Нижньо-Увельському руднику,
- обслуговування Буд-ва 859 з 04.06 по 11.10.46 ,
- будівництво дріжджових установок,
- відновлювальні роботи у м.Чапаєвськ, в тому числі будівництво другої черги заводу № 15 НКБ,
- будівництво доріг, установки грануляції шлаку, житла, комунальних та культурно-побутових об'єктів, заводу контрольно-вимірювальної апаратури «Теплоприбор»,
- обслуговування Рудбакалбуду,
- карбідне, кравецьке, шевське, пімокатне виробництва.